# Pseuduvaria filipes
Pseuduvaria filipes är en kirimojaväxtart som först beskrevs av Carl Karl Adolf Georg Lauterbach och Karl Moritz Schumann, och fick sitt nu gällande namn av James Sinclair. Pseuduvaria filipes ingår i släktet Pseuduvaria och familjen kirimojaväxter. Inga underarter finns listade i Catalogue of Life.